# محافظة ننه بنه
محافظة ننه بنه  ( بالفيتنامية : Ninh Bình ) هي إحدى محافظات فيتنام. وتقع في دلتا النهر الأحمر.

## أعلام
- نام كاو